# コムーナ (潜水艦救難艦)
コムーナ(ロシア語: Коммуна)はロシア海軍の潜水艦救難艦。
コムーナは1912年の建造から100年以上が経過した2020年現在も黒海艦隊において現役で運用されている。ロシア帝国、ソビエト連邦、ロシア連邦の3つの政体の海軍を渡り歩き、ロシア革命と二度の世界大戦を経験したコムーナは、実際に運用されている海軍艦艇では世界最古の艦である。

## 艦歴
コムーナは1911年12月30日、造船総局によって建造番号3559号としてプチーロフ社に発注され、1912年5月5日に建造契約が結ばれた。造船士官N.L.レスニコヴァの監督下で1912年11月12日に起工後、1913年11月17日に「ヴォルホフ」（ロシア語: Волхов）の名前で進水、1915年7月15日にバルチック艦隊で就役した。

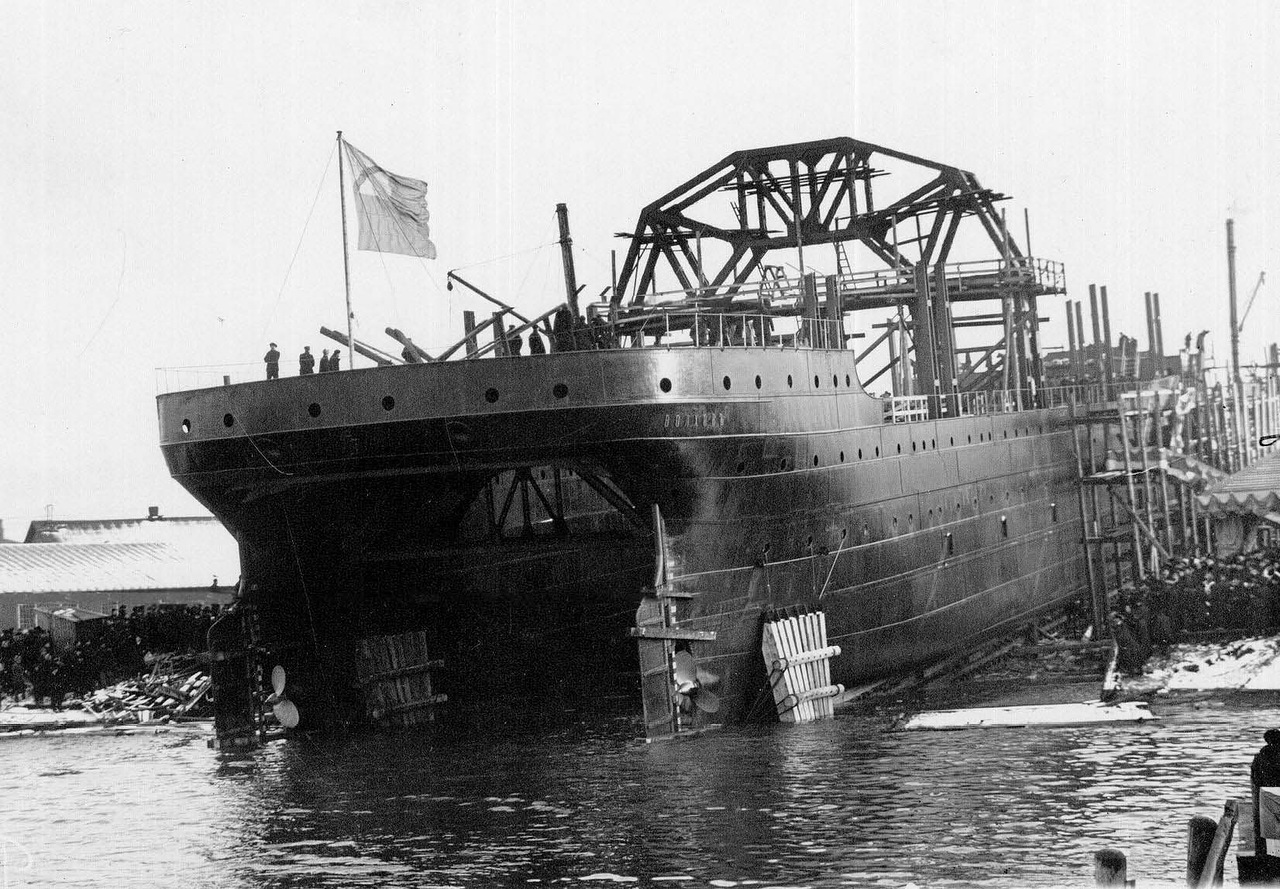
サンクトペテルブルクで進水したヴォルホフ。1913年11月17日撮影。

ヴォルホフはカタマラン（双胴船）を採用したロシアで初の艦であり、同様の艦形を採用していたドイツ帝国海軍のヴァルカンをタイプシップにしていた。ヴォルホフはレーヴェリを主な母港として潜水母艦として活動した。ヴォルホフは潜水艦の乗員60名の収容能力のほか、補給用の魚雷10本と燃料50トンの搭載能力を持っていた。すでに第一次世界大戦が始まっていたため、ヴォルホフはロシア海軍の潜水艦のみならず、同様に展開していたイギリス海軍のE級およびC級潜水艦にも支援を行った。
ヴォルホフは1917年夏に、オーランド諸島沖で沈んだアメリカンスキー・ゴランド級（ホランド級）潜水艦AG15を激しい時化の中で引き上げ、初の潜水艦引き上げに成功した。1917年9月24日にはヴォルホフはバルス級潜水艦エディノログを水深13.5mから浮揚させた。
1917年後半、ヴォルホフはロシア内戦に参加し、ソヴィエト・バルチック艦隊の潜水艦と共に行動した。そしてソビエト連邦が成立した翌日である1922年12月31日、ヴォルホフはコミューンを意味する「コムーナ」（ロシア語: Коммуна）と改名された。新たな名前と共にバルト海での活動は続き、潜水艦ズメーヤ（Zmeya）で発生した火災の消火、通報艦コブチク（Kobchik）とクラスノアーメイェツ（Krasnoarmeyets）の引き上げに従事した。1928年中頃、コムーナは1919年6月にフィンランド湾の水深62mに沈没していたイギリス海軍の潜水艦L55を引き上げ、L55は後にL型潜水艦の参考となった。コムーナは以降もサルベージ船及び工作艦として活動したほか、沈んだ曳船、魚雷艇、墜落した航空機の引き上げも行っている。
1941年6月に独ソ戦が始まると、コムーナは空襲による損傷を受けながらもレニングラード包囲戦の全期間を通じてレニングラードを拠点として活動した。1942年3月、コムーナは「命の道」（Дорога жизни）と呼ばれた包囲下のレニングラード唯一の補給線である凍結したラドガ湖上の道を通過中に沈んだ車両の引き上げに従事した。コムーナはこの活動でKV-1重戦車4両、トラクター2両、その他車両31両を回収している。同年には、コムーナはM型潜水艦6隻の修理を行い、SC型潜水艦Shch-411、曳船アウストラ（Austra）、スクーナートルード（Trud）とヴォドレイ-2（Vodoley-2）、その他数隻の船舶引き上げに従事している。1943年2月、コムーナの乗員がヴォルガ川に派遣され、現地で曳船イヴァン（Ivan）とイリューシンIl-2を回収した。1944年にはコムーナは14隻11,767トンを引き上げ、さらに34隻の船舶を修理している。レニングラードの包囲が解かれた後、コムーナの全乗員にレニングラード防衛記章が授けられた。
第二次世界大戦後もコムーナは引き続き海軍での任務に就いた。1954年には改装が行われ、機関がオランダ製のより近代的なものに換装されている。1956年11月には潜水艦M-200の、1957年10月にはM-256の引き上げに携わっている。
1967年、コムーナはバルト海から黒海の黒海艦隊に移され、11,000,000ルーブルを費やして深海救難艇を搭載できるようにする改装が行われた。1974年にコムーナにはAS-6型ポイスク-2深海救難艇が装備され、同艇は1974年12月15日に水深2,026mの潜水記録を残している。1977年には、コーカサス沖に墜落し水深1,700mの海底へ沈んだSu-24の捜索に用いられた。
1984年、コムーナはロシア科学アカデミーへの移管のため係船されたが、その後移管は取り止められ、すっかり荒れるがままになっていた。コムーナが海軍で再就役するにあたって完全な改装作業が必要とされ、1999年にコムーナは「サルベージ船」から「救難艦」に変更された 。
2009年10月には、イギリス製の深海救難艇パンテラ・プラス（Pantera Plus）が搭載されたことで、コムーナの対応可能深度は水深1,000mにまで引き上げられた。また、1914年にコムーナに贈られた古いピアノが演奏可能な状態に修復された。2012年1月、コムーナはセヴァストポリを拠点とする救難艦艇の一隻に割り当てられた。
2022年4月、ロシアのウクライナ侵攻の際、沈没した黒海艦隊旗艦のミサイル巡洋艦モスクワ回収のために出動した。
2024年4月21日、ウクライナ国防省はロシアが併合したクリミア半島のセヴァストポリでコム―ナを攻撃したと発表した。また、現地メディアによれば、セヴァストポリに停泊していたコム―ナはウクライナ軍の対艦ミサイルによる攻撃を受け、火災が発生し大破・航行不能に陥ったと報じている。
2020年現在、コムーナがその100年以上の現役生活で引き上げた艦船は150隻にのぼる。